# Église Saint-Sauveur d'Alciette
L'église Saint-Sauveur d'Alciette est l'église d'Alciette, village dans les Pyrénées-Atlantiques dépendant de la commune d'Ahaxe-Alciette-Bascassan en Basse-Navarre. Elle conserve un décor intérieur en bois peint. Elle dépend pour le culte de la paroisse de Saint-Jean-Pied-de-Port du diocèse de Bayonne.

## Histoire et description
L'église a été fondée au XIIe siècle et a été mentionnée en 1302, elle est reconstruite au cours de la première moitié du XVIIe siècle, date du portail Ouest, avec son clocher-mur à deux fenêtres pour ses cloches et son porche sous auvent. Elle est à vaisseau unique avec un chevet plat sans fenêtre, les murs sont recouverts de moellons calcaires. 
Le mur Sud est éclairé de deux fenêtres et percé d'une porte (murée aujourd'hui) accédant à la tribune par un escalier extérieur refait récemment. L'intérieur a été décoré dans la seconde moitié du XVIIe siècle. Il est couvert d'une fausse voûte de bois en berceau de plein-cintre. L'ensemble lambrissé est décoré de peintures dont un émouvant portrait de l'apôtre saint Jacques en pèlerin. Une tribune à balustrade donne sur le chœur vers la sacristie, du côté Sud. Le retable de bois doré montre différentes figures baroques de saints et un décor de colonnes. L'église a cessé d'être église paroissiale en 1892, lorsqu'elle a été rattachée à la paroisse d'Ahaxe.
Elle est inscrite au titre des monuments historiques par arrêté du 28 avril 1987.